# Тер-Егиазарян, Тамара Андреевна
Тама́ра Андре́евна Тер-Егиазаря́н (10 (23) февраля 1908, Баку, Бакинская губерния, Российская империя — 21 марта 2005, Москва, Российская Федерация) — советский инженер-электрик, основательница и первый директор музея «Дом на набережной» (1989—1998).

## Биография
Родилась 10 (23) февраля 1908 года в городе Баку, Бакинская губерния, Российская империя.
В 1926 году поступила в Московский институт народного хозяйства (МИНХ) имени Г. В. Плеханова (МИНХ), который окончила в 1931 году по специальности инженер-электрик.
Работала в Мосэнерго и на авиационном заводе. Затем возглавляла главное управление в Министерстве авиационной промышленности СССР. Её главк отвечал за электроснабжение авиационных заводов страны. Проживала в Доме на набережной.
В годы Великой Отечественной войны награждена медалью «За трудовую доблесть» (1941) и орденом Красной Звезды (1944). Тогда же вышла замуж за Александра Сидорова (1906—1983), с которым прожила около сорока лет.
После войны Тер-Егиазарян по приглашению Надежды Пешковой на общественных началах принимает участие в работе над созданием музея-квартиры А. М. Горького в Москве. В 1950-х годах несколько лет прожила в Китае, где работал её муж.
В 1963 году вышла на заслуженный отдых. 
В 1989 году она вместе с группой энтузиастов создала музей Дома на набережной и руководила им до середины 1998 года.
С соавторами написала несколько книг о жителях знаменитого дома. Стала инициатором создания «Гостиной литературного наследия дома» и проводила встречи и творческие вечера с известными жителями «Дома на Набережной». В 1992 году указом Министерства культуры России заведению было присвоено почётное звание «Народного музея». В 1996 году музей получил грант фонда Сороса на улучшение материально-технического оснащения музея. Летом 1998 года созданный ею музей «Дом на набережной» получил статус муниципального музея Москвы.
23 февраля 1998 года на свой 90-летний юбилей получила благодарность за общественную деятельность от мэра города Москвы Юрия Лужкова. 30 июня 2004 года ей была вручена почётная грамота Московской городской Думы за заслуги перед городским сообществом.
Скончалась 21 марта 2005 года в Москве.

## Семья
- Старший брат — Мушек Адриасович Тер-Егиазарянц, участник революционного движения, советский партийный работник, член ЦИК СССР[8].
- Первый муж — Сурен Вартанов, однокурсник по институту.
- Сын — Анри Суренович Вартанов (1931—2019), советский и российский учёный, доктор филологических наук, профессор, киновед, телевизионный критик[9].
- Второй муж — Александр Григорьевич Сидоров (1906—1983), начальник Главного управления Министерства заготовок СССР[4].